# 钱江国际时代广场

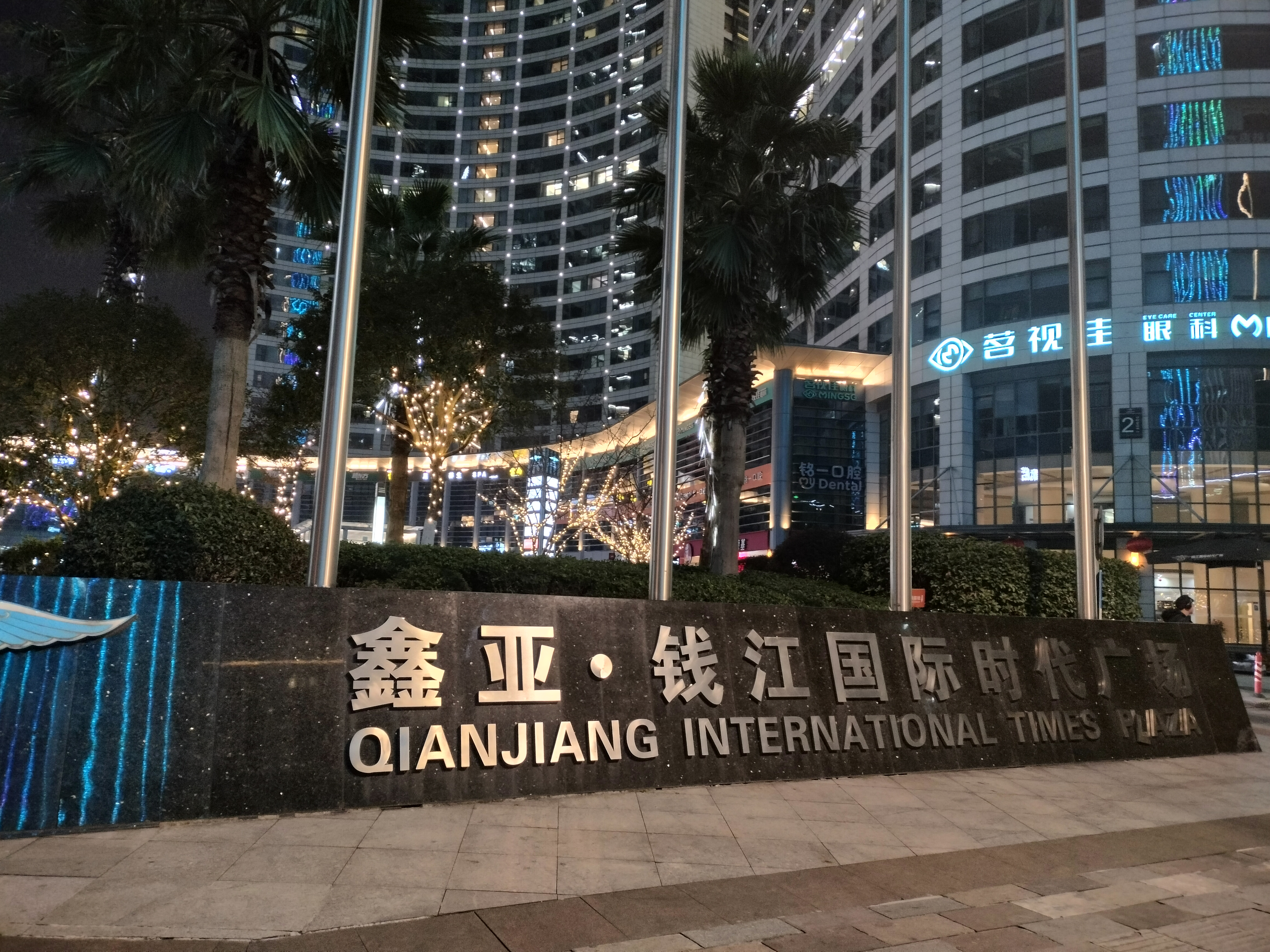

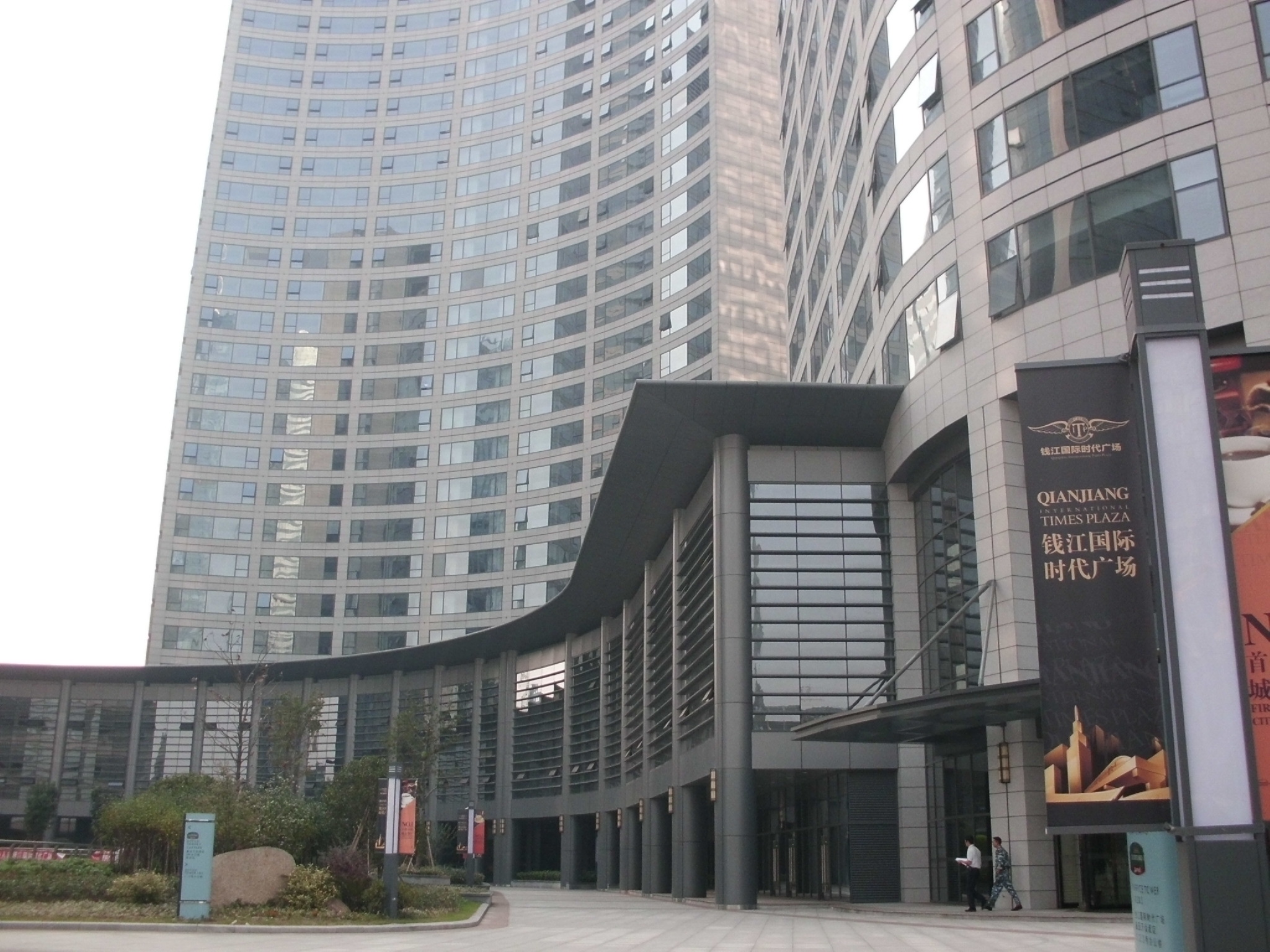
1号楼（远）与2号楼（近）

钱江国际时代广场是位于杭州市钱江新城的高层商业大厦，为浙江鑫亚控股集团所有。

## 简介

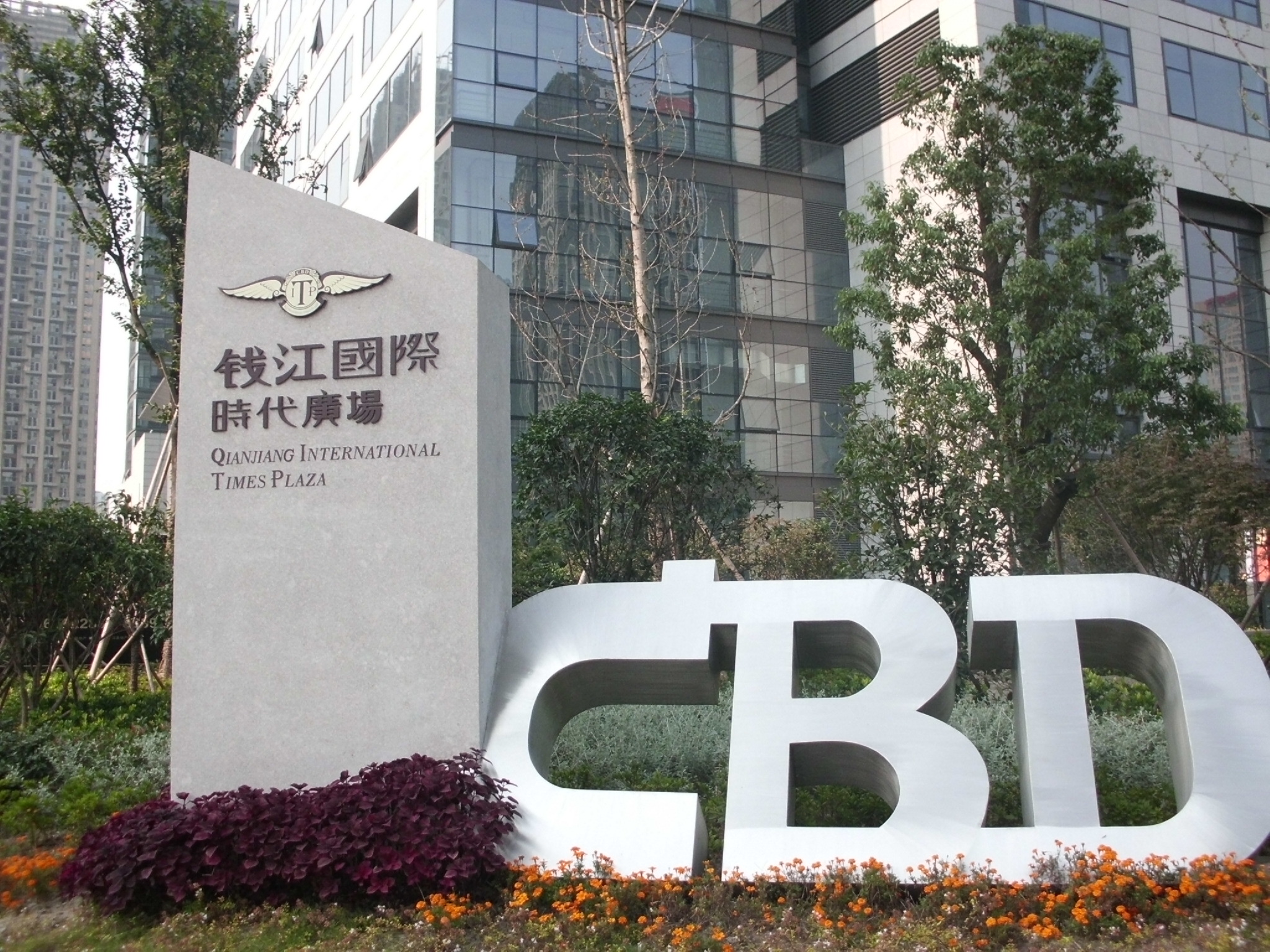
LOGO

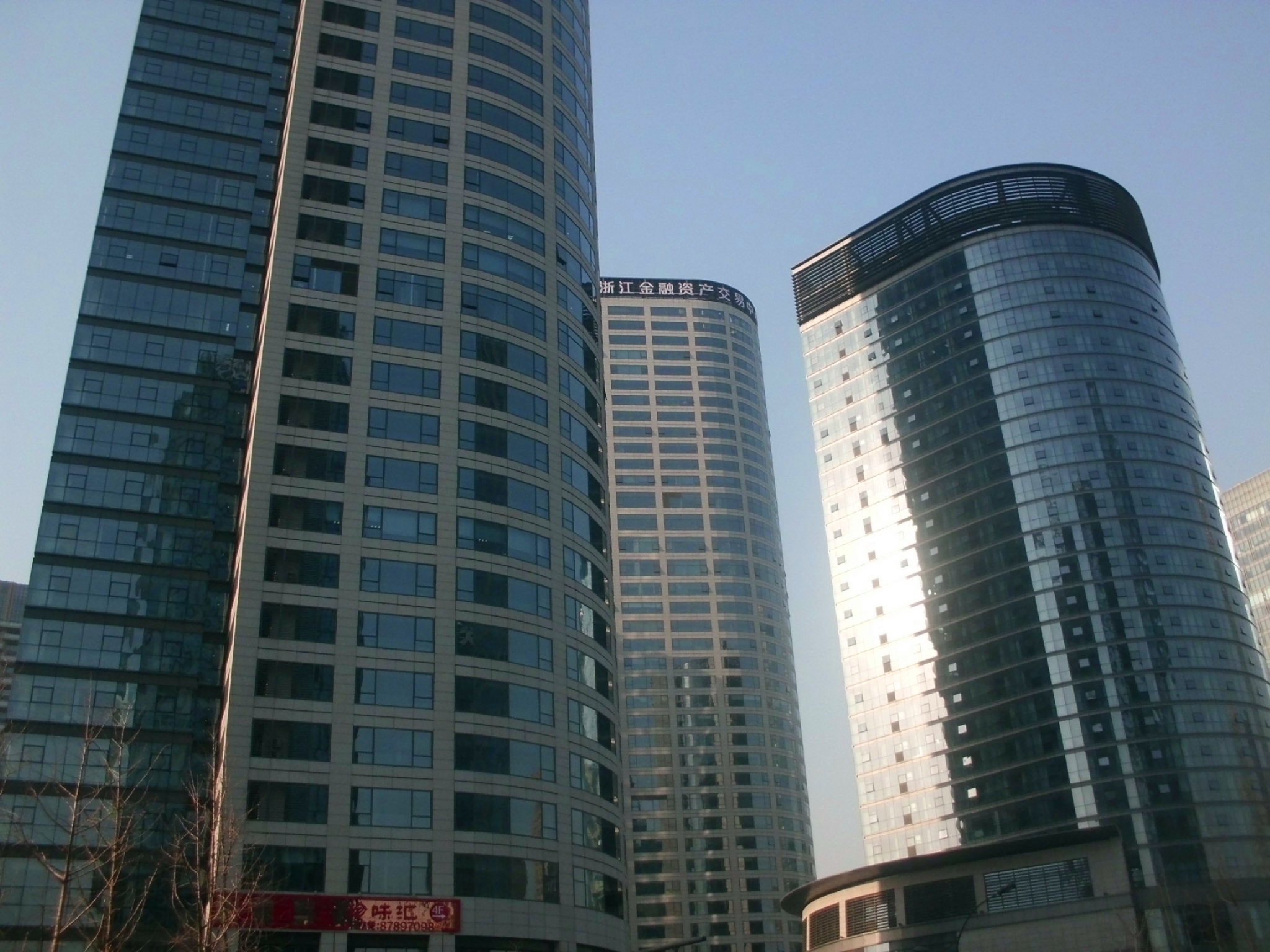
3号楼（左）与4号楼（右，钱江新城万怡酒店）

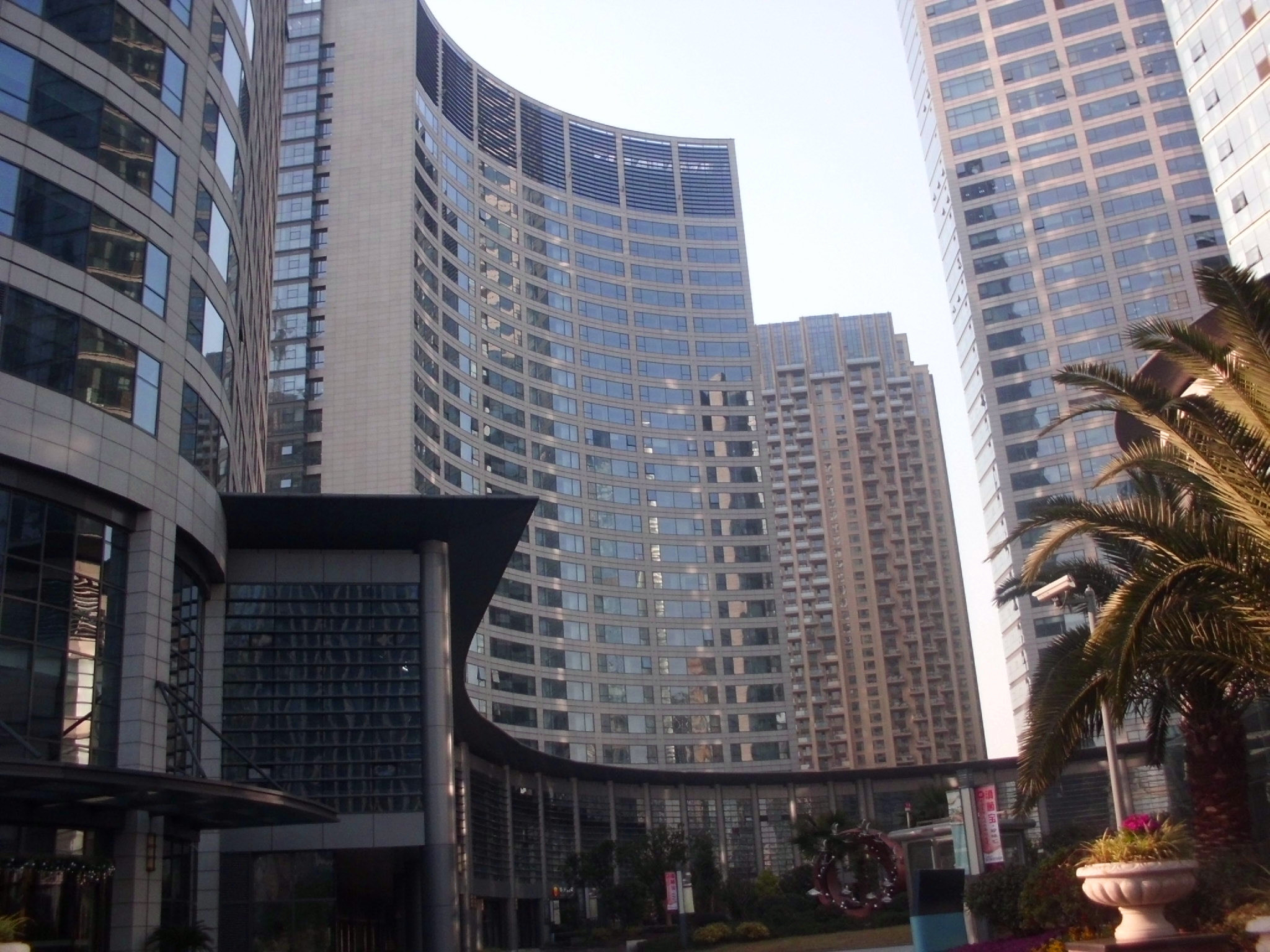

位于富春路与城星路交叉口，共有四座高楼，其中三座高层建筑（1号楼为公寓，2号楼与3号楼为写字楼）下部连接起来形成一个半弧形组合，4号楼是独立建筑，总投资22亿元，占地面积29339平米，总建筑面积25万平米。其中2号楼与3号楼高160米共41层，1号楼和4号楼高度都是100米。
其中3.3万平方的商业广场由地下一层和地面四层组成，容纳中西休闲餐饮、金融机构、购物商场、健身中心等配套设施。
位于1号楼的酒店式公寓为40至80平方米的精装户型，此外1号楼还有一个杭州鑫怡酒店。
位于4号楼的杭州钱江新城万怡酒店是美国万豪酒店旗下的国际品牌商务酒店，2014年3月29日开业，酒店楼高26层，拥有274间豪华客房、53间行政客房、33间套房和一间副总统套房。